# In the Zone (video)
In the Zone är Britney Spears femte DVD som släpptes 6 april 2004 av Jive Records.

## Innehåll
- Britney Spears In the Zone ABC special:

1. "Toxic"
2. "Breathe on Me"
3. Medley: "Boys"/"I'm a Slave 4 U"
4. "(I Got That) Boom Boom" (med Ying Yang Twins)
5. "Everytime
6. "...Baby One More Time" (Cabaret Version)
7. "Me Against the Music"

- MTV Spankin' New Music Week-uppträdanden: "Me Against the Music" och "(I Got That) Boom Boom" med Ying Yang Twins
- "Me Against the Music" Musikvideo med Madonna
- "Toxic" musikvideo
- MTVs Making the Video: "Toxic"
- "In the Personal Zone" - intervju
- Fotogalleri

### Bonus CD
USA:
- "Don't Hang Up" (B. Spears, B. Kierulf, J. Schwartz)
- "The Answer" (R. Leslie, S. 'P. Diddy' Combs)
- "Toxic" (Lenny Bertoldo Radio Mix) (C. Dennis, C. Karlsson, P. Winnberg, H. Jonback)
- "Me Against the Music" (Bloodshy & Avant's Chix Mix) (B. Spears, C. 'Tricky' Stewart, T. 'Trab' Nkhereanye, P. Magnet, T. Nash, G O'Brien)

Europa och Latinamerika:
- "I've Just Begun (Having My Fun)" (B. Spears, M. Bell, C. Karlsson, P. Winnberg, H. Jonback)
- "Girls & Boys" (Linda Perry)
- "Toxic" (Lenny Bertoldo Radio Mix)
- "Me Against the Music" (Bloodshy & Avant's Chix Mix)